# Pectină

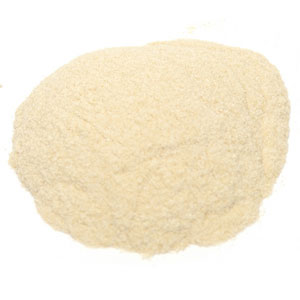
Pectină (sub formă de pulbere)

Pectinele reprezintă un grup de heteropolizaharide răspândite în regnul vegetal. Sunt întâlnite în peretele celular al plantelor terestre, fiind componentul principal al lamelei mijlocii. Pectinele mai sunt folosite ca și aditiv alimentar, cu rol de emulgator, stabilizator și agent de îngroșare, având numărul E E440. 